# Asia at High Voltage 2010
Asia at High Voltage 2010 is een livealbum van Asia opgenomen op 24 juli 2010 tijdens het High Voltage Festival dat vanaf dat jaar gehouden werd. Plaats van handeling was het Victoria Park te Londen. Van meerdere bands die uitvoeringen brachten op het zogenaamde progpodium verschenen opnamen, die in eigen beheer door het festival werden uitgebracht. De geluidskwaliteit van deze Asia-cd is vergelijkbaar met die van andere live-opnamen van deze band, in ieder geval ongepolijst en in een ruwe mix (Howes achtergrondzang is soms beter te horen dan de eerste zangstem van Wetton). Het grootste deel van de muziek stamt uit de beginperiode van de band.
Carl Palmer kon de volgende dag weer aantreden voor Emerson, Lake & Palmer at High Voltage 2010.

## Musici
- Geoff Downes – toetsinstrumenten, zang
- John Wetton – eerste zang, basgitaar
- Steve Howe – gitaar, zang
- Carl Palmer – slagwerk

## Muziek
| Nr. | Titel                 | Duur |
| --- | --------------------- | ---- |
| 1.  | Only time will tell   | 6:15 |
| 2.  | Wildest dreams        | 5;25 |
| 3.  | One step closer       | 4:26 |
| 4.  | An extraordinary life | 5:06 |
| 5.  | Time again            | 5:17 |
| 6.  | Cutting it fine       | 6:06 |

| Nr. | Titel               | Duur |
| --- | ------------------- | ---- |
| 1.  | Without you         | 6:09 |
| 2.  | I believe           | 5:03 |
| 3.  | Here it comes again | 6:55 |
| 4.  | Sole survivor       | 6:07 |
| 5.  | Heat of the moment  | 7:03 |

2010: Argent · Asia · Emerson, Lake & Palmer · Marillion
2011: Barclay James Harvest (Lees) · Mostly Autumn · Pallas · Spock's Beard ·  Triggerfinger